# Graziano Romani
Graziano Romani (Casalgrande, 26 settembre 1959) è un cantautore italiano di musica rock, noto per aver fondato i Rocking Chairs e per la lunga carriera solista.
Nel corso della sua carriera artistica ha alternato produzioni in italiano e in inglese, passando per varie formazioni fino alla svolta solista.
Durante il periodo natalizio è sua consuetudine organizzare un particolare spettacolo denominato Christmas Show, con l'intervento di speciali ospiti e l'esecuzione di brani rari o non facenti parte della normale scaletta del tour.
La sua voce è stata definita da Paolo Vites come «la miglior voce rock italiana, degna di uno 'shouter' del profondo sud degli States con la pelle nera».

## Biografia

### Gli inizi assieme aiRocking Chairs
Nasce artisticamente nel 1981, fondando i Rocking Chairs, gruppo fortemente influenzato dal rock americano e con cui ha pubblicato quattro album.
La registrazione tra New York e Nashville degli ultimi due album del gruppo offre a Graziano la possibilità di duettare con artisti americani come Elliott Murphy, Willie Nile, Ashley Cleveland e Robert Gordon.
Nel 1991 si conclude il progetto Rocking Chairs e Graziano prepara nuovi brani con testi in italiano, che preludono ad un nuovo percorso artistico solista.

### Prime esperienze soliste
Il 1992 inizia la collaborazione con il produttore Claudio Dentes (noto come Otar Bolivecic), produttore storico degli Elio e le Storie Tese, che nel 1993 conduce alla pubblicazione dell'album solista dal titolo Graziano Romani in cui canta per la prima volta in italiano, registrato in studio con Cesareo, Faso e Feiez e con la co-produzione di Massimo Riva, che collabora alla stesura dei brani Adios, Da che parte stai, C'è bisogno di un sogno, Polaroid e Mescalero.
Nel 1994 Graziano partecipa coi Mescalero, nome preso dall'omonima tribù Apache del gruppo linguistico athapasco che era solita fare uso a fini alimentari dell'agave utahensis (Mescal), alla diretta Rai del concerto del primo Maggio a Roma in Piazza San Giovanni, aprendo la manifestazione con le sue Adios e Da che parte stai. Inizia un lungo tour nazionale assieme ai Mescalero, in cui propone un repertorio di canzoni proprie in italiano assieme a cover dei brani che lo hanno maggiormente influenzato.
Lo stesso anno la WEA dà alle stampe Innocenti Evasioni 2, disco tributo alle canzoni di Lucio Battisti, dove partecipa interpretando il brano L'aquila. Nel 1995 interpreta la canzone Looking For Someone nel doppio album The River of Constant Change, disco-tributo ai Genesis.
Successivamente, nel mese di dicembre, assume le vesti del Cantante Misterioso e realizza, assieme a Elio e le Storie Tese (il Complesso Misterioso), il singolo natalizio Christmas with the Yours: un progetto a sfondo benefico, i proventi delle cui vendite vengono devoluti alle associazioni LILA e ANLAIDS.
Il 21 dicembre presso il Teatro Smeraldo di Milano, interpreta il ruolo di Simone nel musical Jesus Christ Superstar per la regia di Massimo Romeo Piparo, cantando come solista il brano Simon Zealotes.

### Con i Megajam 5 e i Souldrivers
La nascita della Dinamo Rock (nazionale cantanti rock) e la sua adesione porta Graziano Romani ad entrare in contatto con i musicisti Max Cottafavi (chitarrista dei Clan Destino), Briegel (bassista dei Ritmo Tribale) e Lor e Wilko dei Rats. Si formano così i Megajam 5. Nel 1997 la band realizza l'album omonimo Megajam 5, in cui trovano spazio cover di storici pezzi rock assieme a Loose End, inedita canzone di Springsteen.
Nel 1998 Graziano fonda i Souldrivers, la formazione comprende Max Cottafavi, Elisa Minari (ex bassista dei Nomadi) e Gigi Cavalli Cocchi. Registrano la cover Sweet Dreams dei Jethro Tull, per l'album-tributo Song for Jethro, e hanno modo di duettare con Ian Anderson, in occasione di un concerto presso il Teatro Magnani di Fidenza.
In seguito registrano un album, composto da cover e da quattro canzoni originali, scritte da Romani (Made Of Gold, Soul Is Calling, Turning Another Page, Come In From The Rain), rimasto tuttora inedito, sebbene alcune delle canzoni autografe di Romani siano state pubblicate in altri suoi dischi. In particolare, il brano Soul Is Calling, pur non essendo mai stato pubblicato, è stato eseguito numerose volte dal vivo ed è stato utilizzato come pezzo di apertura, in versione acustica, del terzo Free Spirits Meeting.

### Anni 2000
Nel settembre 2000 viene inaugurato il sito internet ufficiale di Graziano Romani e un nuovo fan club, fan chiamati Spiriti Liberi titolo del brano di apertura dell'album Tre colori. L'anno successivo esce Soul Crusader, un album-tributo a Springsteen, pubblicato per la propria neonata etichetta discografica Freedom Rain Records. Il successo di questo cd, dà a Romani l'occasione di esibirsi in molti paesi europei per tutto il 2001. Lo stesso anno vede la pubblicazione dell'album in italiano Storie dalla Via Emilia, una raccolta di brani inediti scritti tra il 1994 e il 2001, cui si aggiunge una personale versione del brano musicale Rimmel di Francesco De Gregori.
Nel corso del 2002, alcuni brani scritti per i Rocking Chairs e sino ad allora rimasti inediti, trovano spazio nell'album Lost and Found: Songs for the Rocking Chairs, seguito da una breve reunion dei Rocking Chairs.
Nel mese di settembre esce il singolo C'è solo l'Inter, l'inno ufficiale della squadra omonima, registrato in collaborazione con Elio, presente nel disco in qualità di pianista, corista, chitarrista ritmico e coautore della title track.
Il suo brano I Will Be There Tonight (tratto dall'album No Sad Goodbyes) viene utilizzato per lo spot tv "Lines Petalo Blu" dell'agenzia pubblicitaria Armando Testa.
Il 2003 vede l'uscita mondiale di un nuovo album-tributo a Springsteen: Light of Day, in cui l'autore reinterpreta la ballata The Promise. Sul finire dell'anno pubblica l'album Up in Dreamland, con 11 canzoni autografe e due cover: Frankie di Bruce Springsteen e Mother of Violence di Peter Gabriel.
Il 7 agosto 2004 si tiene al Parco Secchia di Casalgrande la 1ª edizione del Free Spirits Meeting - Raduno Ufficiale degli Spiriti Liberi, un raduno dedicato ai vari fan di Graziano Romani. Nell'ottobre di quell'anno esce Painting Over Rust. Vi partecipano i musicisti Elliott Murphy (duetto vocale in Get Together Soon); Mel Previte (chitarrista in King Of The Brokenhearted e In The Quest For A Good Time) e il cantautore David Scholl (duetto vocale in Faithless Times).
È del gennaio 2006 la pubblicazione di Confessions Boulevard, che vede la partecipazione di ospiti come l'americano Dirk Hamilton che duetta nei brani Come In From The Rain e Made Of Gold e il rocker Brando che duetta nel brano Bittersweet Feeling.
In ottobre registra la sua versione del brano di Bob Dylan Don't Fall Apart On Me Tonight, per un disco-tributo. Lo stesso mese vede l'ingresso di Cristiano Maramotti (ex chitarrista di Piero Pelù e dei Gang) nella band che accompagna Romani durante i suoi concerti. Maramotti si esibisce durante la "tranche" finale del Confessions Boulevard Tour, conclusosi a Pavia il 3 febbraio 2007.
Il 13 marzo 2007 pubblica il nuovo album Tre colori, da cui esclude il brano Vicino al cuore, ritenendolo non in linea con il concept dell'album, sostituito dal brano Solerosso. L'album vede la presenza, di vari ospiti tra cui Elio, i Modena City Ramblers e i Gang ed è stato registrato presso il Blu Velvet Studio di Alberto Solieri e il mastering presso i californiani The Plant Studios. Il titolo Tre colori si ispira al fatto che Reggio Emilia, città natale di Romani, identifica il luogo in cui nel 1797 venne adottata la prima bandiera italiana. Il Tre colori Tour 2007-2008 ha inizio il 31 marzo 2007.
Il 12 giugno 2007 viene inaugurato il Tour Diary, un blog curato direttamente da Graziano Romani e dai membri della sua band per raccontare in tempo reale tutto ciò che ruota attorno all'attività musicale dell'artista emiliano. Verso la metà del mese di giugno 2007 registra assieme alla sua attuale band la propria versione del brano Confesso del cantautore livornese Piero Ciampi, utilizzando, forse per la prima volta nella sua carriera, anche il theremin. Col sopraggiungere di settembre, il tastierista Chris Gianfranceschi lascia la band.
Il 5 settembre 2007 viene diffuso L'amore che dai, primo singolo estratto dall'album, registrato in occasione del concerto tenutosi al Parco Secchia di Casalgrande il 4 agosto 2007.
Tra luglio e settembre 2007 partecipa in qualità di ospite speciale ad alcune date dell'Emozioni fortissime tour degli Elio e le Storie Tese. In queste occasioni, Graziano apre i concerti con alcuni pezzi tratti dal suo repertorio ed eseguiti in versione acustica, per poi esibirsi assieme al gruppo nella canzone Christmas with the Yours. Gli interventi di Romani vengono pubblicati all'interno dei CD Brulé delle serate a cui prende parte.
Il 15 settembre 2007 prende parte assieme agli Elio e le Storie Tese all'MTV DAY in Piazza Duomo a Milano. Durante la festa per i dieci anni di MTV, Graziano interpreta il brano Christmas with the Yours.
Il 19 settembre 2007 viene proclamato vincitore del Premio Ciampi" XIII edizione 2007 per la categoria "Miglior cover", grazie alla reinterpretazione del brano Confesso. Il pezzo era stato originariamente pubblicato da Piero Ciampi all'interno dell'album Piero Litaliano, su musiche composte da Gian Franco Reverberi.
Nel mese di marzo 2008 Graziano Romani incide il brano dal titolo Darkwood, ispirato alle gesta del personaggio a fumetti Zagor, creato da Guido Nolitta (alias Sergio Bonelli) e Gallieno Ferri. La canzone prende spunto da alcune strofe pubblicate, rispettivamente, nel numero 197 (Zagor si scatena - settembre 1977) e nello speciale nº 7 (La leggenda di Wandering Fitzy - aprile 1995) di Zagor. L'autore ha poi integrato il testo aggiungendo un'ulteriore strofa e l'inciso e musicando il tutto, creando così un pezzo dal tipico sapore folk-ballad irlandese. Il brano è stato pubblicato su un CD-Single stampato in sole 75 copie numerate, distribuite esclusivamente ai partecipanti del primo raduno dei fan di Zagor, tenutosi a Roma il 17 maggio 2008, con in aggiunta una versione acustica del brano.
I partecipanti del Forum ZTN, tra i quali figurano molti autori della Sergio Bonelli Editore, hanno eletto la canzone Darkwood come colonna sonora di Zagor.
Il 2 agosto, in occasione del quinto Raduno Ufficiale degli Spiriti Liberi, viene distribuito il cd Graziano Romani Revisited, 16 tracce in cui vari artisti italiani e internazionali reinterpretano alcuni dei suoi più importanti brani. L'album, nato dietro iniziativa dello Staff del Fan Club di Graziano Romani, è stato offerto gratuitamente ai soli iscritti al Fan Club dell'artista emiliano.
Lo stesso giorno vengono messe in vendita le prime copie di Between Trains, nuovo album dell'artista in cui egli reinterpreta alla sua maniera alcune tra le canzoni che, come riportato nel booklet dell'album, "[...] mi hanno influenzato, eccitato, mi hanno aiutato a crescere, mi hanno stimolato e meravigliato, mi hanno commosso e divertito, e assolutamente mi hanno fatto sentire bene". Tra gli artisti "reinterpretati" figurano Bob Dylan (Don't Fall Apart On Me Tonight), Van Morrison, Jimmy Webb, Dennis Wilson. L'uscita è accompagnata da un videoclip ispirato alla title-track, originariamente scritta da Robbie Robertson per il film di Martin Scorsese Re per una notte, segue il "Between Trains Tour".
Il 20 settembre Graziano partecipa al "Dusk Day 2008" presso il Teatro Mancinelli di Orvieto. Tra gli ospiti della manifestazione, il chitarrista dei Genesis Steve Hackett. Il 29 settembre Ashley Hutchings (membro dei Fairport Convention, The Albion Band e Rainbow Chasers) pubblica l'album My Land Is Your Land, in cui Romani interpreta il brano "You Are What You Eat".
L'8 dicembre esce il singolo Falling Snow, inciso assieme a vari artisti reggiani più e meno noti riuniti sotto un'unica sigla, "ARS IN RE". Graziano vi interpreta un paio di strofe nella title-track Falling Snow, oltre a duettare con Giacomo "Jack" Baldelli nella canzone di Bob Dylan dal titolo "Ring Them Bells". Il ricavato dell'iniziativa viene devoluto all'associazione "Augusto per la Vita", fondata in ricordo dello scomparso leader dei Nomadi.
Sul finire di maggio 2009 pubblica il suo primo libro dal titolo Gallieno Ferri: Una vita con Zagor. Un'opera biografica scritta assieme a Moreno Burattini sulla vita e le opere del creatore grafico di Zagor, Gallieno Ferri. Nel mese di giugno Luca Venturelli diventa il chitarrista ufficiale della band, in sostituzione di Cristiano Maramotti.
Il 1º agosto, in occasione del sesto Raduno Ufficiale degli Spiriti Liberi, viene distribuito il secondo cd tributo a Romani dal titolo Graziano Romani Revisited Again. L'album, nato dietro iniziativa dello Staff del Fan Club di Graziano Romani, viene offerto gratuitamente ai soli iscritti al Fan Club dell'artista emiliano.
Il 30 ottobre, in occasione della mostra del fumetto Lucca Comics, viene presentato il concept-album Zagor King of Darkwood, ispirato alle gesta dello Spirito con la Scure, la cui copertina è opera del creatore grafico di Zagor, Gallieno Ferri. La pubblicazione viene celebrata con uno speciale show acustico offerto ai visitatori della kermesse lucchese, con la partecipazione della violinista fiorentina, Giulia Nuti. L'album viene stampato in due versioni: CD con fascicolo allegato, distribuito nelle edicole, e doppio LP in tiratura limitata di 1000 copie, venduto nei negozi di dischi e tramite mail-order. Il successivo 13 dicembre viene diffuso il videoclip del brano "Wilding's Dream", tratto dall'album.
Il 15 dicembre Graziano Romani, nell'ambito del "Premio Musicale Città di Livorno", viene insignito della targa "Area Protetta" per il suo lavoro in ambito artistico.

### Anni 2010
Il 31 ottobre 2010, in occasione della mostra del fumetto Lucca Comics, viene presentato il volume Giovanni Ticci: Un americano per Tex, una biografia scritta da Graziano Romani, in coppia con Moreno Burattini, su uno dei "classici" disegnatori di Tex Willer.
Assieme a vari musicisti emiliani partecipa al progetto musicale denominato Lassociazione, incidendo due brani nel dialetto della montagna emiliana (Alla guerra e San Matè), pubblicati nell'album Aforismi da Castagneto.
Nel maggio 2011 pubblica il libro Guido Nolitta: Sergio Bonelli sono io, scritto a quattro mani assieme a Moreno Burattini. Il testo è destinato a diventare una sorta di biografia definitiva di Sergio Bonelli/Guido Nolitta, a causa dell'improvvisa scomparsa dell'autore ed editore, avvenuta il 26 settembre 2011. Il 22 ottobre esce il libro Brucetellers, un volume realizzato con altri artisti per raccogliere fondi in favore dell'Ospedale pediatrico Meyer di Firenze.
Nel successivo novembre pubblica l'album My Name Is Tex, ispirato alle gesta di Tex Willer, lo storico fumetto creato da Gian Luigi Bonelli e Aurelio Galleppini che viene presentato in anteprima a Lucca Comics per poi venire distribuito in edicola assieme ad uno speciale albo da collezione. La title-track diviene inoltre anche un videoclip, nel quale si alternano 28 immagini tratte da varie copertine illustrate da Galep.
Si trasforma in soggettista e sceneggiatore con la storia a fumetti Quien Sabe, Hombre?, disegnata da Giovanni Ticci e pubblicata nel booklet dell'album, dove narra un ipotetico incontro tra il ranger Tex Willer e Guitar Jim, personaggio della testata Zagor. L'autore approfitta dei dialoghi tra i suddetti personaggi per ironizzare sulla possibilità di dedicare una canzone a Tex Willer e autocitando due brani di propria composizione (Adios e Quien Sabe, Hombre?).
Tex: "Una canzone sul sottoscritto? Mmm... Quien sabe, hombre? Adios!"»
(Albo My Name Is Tex, Panini Comics, 2011, pag. 48.)
Nel 2012 per Panini Comics cura il volume L'arte di Galep, biografia dedicata al creatore grafico di Tex, Aurelio Galleppini; contemporaneamente la Panini ristampa l'album My Name Is Tex in versione "De-Luxe". Per l'editore Renoir / Nona Arte traduce e cura l'edizione italiana della striscia degli anni cinquanta Sky Masters of the Space Force di Jack Kirby e Wally Wood. In occasione della riedizione Panini Comics dell'album Zagor King of Darkwood, Romani torna ad assumere le vesti di soggettista e sceneggiatore con la storia dal titolo La strada per Darkwood, su disegni di Gallieno Ferri pubblicata nel booklet del CD.
Nel 2013 incide Secret World, brano di Peter Gabriel, pubblicata all'interno della raccolta FAMILY SNAPSHOT - A Tribute to Genesis Solo Careers della Mellow Records. Nel mese di giugno, per l'editore Renoir / Nona Arte esce il primo volume del Prince Valiant di Hal Foster, contenente le tavole domenicali del periodo 1937-1938, di cui cura le traduzioni. Collaborazione che si protrae negli anni a venire con la pubblicazione di 10 volumi.
Cura la colonna sonora ed è parte del cast del film-documentario Noi, Zagor del regista Riccardo Jacopino, distribuito da Microcinema nelle sale cinematografiche italiane nei giorni 22 e 23 ottobre 2013.
Per Panini Comics cura il volume L'arte di Ferri, biografia dedicata al creatore grafico di Zagor, Gallieno Ferri: entrambe le opere vengono presentate durante la kermesse fumettistica Lucca Comics 2013.
Nel mese di maggio 2014 viene pubblicato l'album Yes I'm Mister No con l'editore Panini Comics, disco ispirato al personaggio Mister No, creato nel 1975 da Sergio Bonelli / Guido Nolitta che chiude la trilogia "fumettistica". Il mese successivo esce il video del brano Soul Traveler (To Sergio), dedicato a Sergio Bonelli / Guido Nolitta e contenente varie fotografie dello scomparso autore, tratte dai suoi più avventurosi viaggi.
Il brano When Our Souls Ignite viene adottato come sigla dai Consorzi Tutela del Lambrusco.
Si riunisce ai Rocking Chairs con la formazione a sei, composta dai membri originali della band, per una tour di dodici date, il Rocking Chairs Reunion Tour, tenutesi nel corso del 2015 e precedute da una "data zero" presso il Teatro De André di Casalgrande il 13 dicembre 2014.Il
Nell'ottobre 2015 pubblica il doppio album dal vivo Vivo/Live, inizio della collaborazione con l'etichetta Route 61 Music, testimonianza integrale di uno show tenutosi il 3 agosto 2013 presso il Parco Secchia di Villalunga di Casalgrande. Nell'album sono presenti i brani inediti L'attimo che fugge via e Vicino al cuore, registrati durante il soundcheck pomeridiano, e Soul Is Calling, eseguito nel corso dello show.
Per l'editore Renoir/Nona Arte cura nel 2016 la traduzione e l'adattamento italiano di Bravo for Adventure di Alex Toth. Per Panini Comics pubblica l'album Diabolik, Genius of Crime ispirato al fumetto Diabolik, contenente, oltre ad una decina di brani autografi, la reinterpretazione di tre brani composti da Ennio Morricone per la colonna sonora del film Danger: Diabolik. Sempre per Panini Comics partecipa alla realizzazione dell'album delle figurine di Zagor, in collaborazione con Moreno Burattini, che ne cura i testi, e Walter Venturi, che disegna la storia inedita contenuta all'interno.
Nel mese di aprile 2017, in occasione del Records Store Day, pubblica il 45 giri Lift Me Up / When the Lights Go Out e la raccolta in doppio vinile Graziano Romani Sings Bruce Springsteen 1987-2017, che riassume trent'anni di interpretazioni delle canzoni del "Boss".
Il 19 maggio, a distanza di sedici anni dal primo volume, pubblica l'album Soul Crusader Again the Songs of Bruce Springsteen, una raccolta di 12 nuove reinterpretazioni. Il tour che segue l'uscita del disco vede l'ingresso di una nuova formazione con la partecipazione del polistrumentista ed ex Rocking Chairs, Max Marmiroli.
In occasione di Lucca Comics 2017 viene presentato l'art book in grande formato L'arte di Giovanni Ticci, un volume contenente illustrazioni inedite dello storico disegnatore di Tex Giovanni Ticci, pubblicato da Sergio Bonelli Editore e curato da Graziano e Christian Marra.
Il mese di dicembre vede la distribuzione del cd a scopo benefico Core Nostro, in favore della onlus GRADE di Reggio Emilia. Graziano vi interpreta un proprio inedito dal titolo Quasi libero, completamente reinciso e riarrangiato per l'occasione, dove partecipano altri artisti come Massimo Zamboni, Lassociazione di Gigi Cavalli Cocchi, gli Üstmamò e i Rio.
Nel 2018 cura e traduce il volume Undersea Agent, un personaggio "sottomarino" pubblicato negli anni sessanta dalla Tower Comics ed interamente scritto e disegnato da Gil Kane.
Il brano Mondo Hotel, composto dall'autore, è il singolo di lancio del nuovo album di Timothy Cavicchini e Ostetrika Gamberini.
Il 31 ottobre esce A ruota libera / Freewheeling: The Duet Album, un album di duetti cui partecipano: Ritmo Tribale, i Gang, i Cheap Wine, Lassociazione, Edward Abbiati (già conosciuto leader dei Lowlands), Cisco, Arianna Antinori, il violinista Michele Gazich, l'irlandese Andy White e l'americana Carolyne Mas.
Nel 2019 porta avanti la sua attività di curatore e traduttore con la pubblicazione di nuovi volumi di Prince Valiant e l'edizione italiana di Francesco. Si tratta di un'opera a fumetti, originariamente pubblicata negli anni ottanta dalla Marvel Comics, sulla vita di San Francesco, scritta da Mary Jo Duffy e disegnata da John Buscema.

### Anni 2020
Nel 2020 pubblica una reinterpretazione di Canzone per un'amica di Francesco Guccini., e il singolo Ti voglio, reinterpretazione della versione dei Nomadi del brano I Want You di Bob Dylan.
A settembre pubblica l'album tributo ad Augusto Daolio,Augusto, Omaggio alla voce dei Nomadi.
In dicembre esce l'EP Via Emilia Revisited, pubblicato esclusivamente in formato digitale.
Nel 2022 pubblica Christmas with the Yours (Aggiornated!), realizzato in collaborazione con Elio e le Storie Tese e The Pax Side of the Moon, una versione aggiornata dell'omonimo singolo uscito nel 1995 con un testo modificato sulla base di eventi maggiormente legati all'attualità.
Nel 2023 è uscito un nuovo album di inediti in lingua inglese, Still Rocking.
Il 14 maggio 2025 esce il singolo Middlejune che anticipa di circa due settimane l'uscita dell'album Looking Ahead, pubblicato il successivo 27 maggio.

## Gruppi di supporto

### Mescalero (1992-1997)
- Graziano Romani - Voce; Chitarra; Cori
- Max Baldaccini - Batteria
- Riccardo Sgavetti (Rigo) - Basso
- Niki Milazzo - Chitarra
- Leonardo Sgavetti - Pianoforte; Organo; Tastiere

### Megajam 5 (1997-1998)
- Graziano Romani - Voce; Chitarra; Cori; Flauto traverso; Armonica a bocca
- Max Cottafavi - Chitarra; Cori
- Briegel - Basso; Cori
- Lor Lunati - Batteria; Cori
- Wilko - Chitarra; Cori

### Souldrivers (1998-2001)
- Graziano Romani - Voce; Chitarra; Cori; Flauto traverso; Armonica a bocca
- Max Cottafavi - Chitarra; Cori
- Elisa Minari - Basso
- Gigi Cavalli Cocchi - Batteria

### 2002-2010 (dal 2003, "Dreamland Band")
- Alessandro Montalto - Batteria
- Chris Gianfranceschi - Pianoforte; Organo; Tastiere
- Max Ori - Basso
- Cristiano Maramotti - Chitarra, entrato nel gruppo nell'ottobre 2006, in sostituzione di Fabrizio Tedeschini (Tede) e rimasto fino a maggio 2009
- Luca Venturelli - Chitarra, entrato nel gruppo nel giugno 2009.

### 2012-2016
- Erik Montanari - Chitarra
- Michele Smiraglio - Basso
- Francesco Micalizzi - Batteria
- Max Marmiroli (Grizzly) - Sax, Flauto, Armonica, Cori

### Formazione attuale
- Follon Brown - Chitarra, Cori
- Lele Cavalli - Basso
- Nick Bertolani - Batteria
- Max Marmiroli (Grizzly) - Sax, Flauto, Armonica, Cori

## Discografia

### da solista

#### Album in studio
- 1993 - Graziano Romani
- 2001 - Soul Crusader: The Songs of Bruce Springsteen
- 2001 - Storie dalla Via Emilia
- 2002 - Lost and Found: Songs for the Rocking Chairs
- 2003 - Up in Dreamland
- 2004 - Painting Over Rust
- 2006 - Confessions Boulevard
- 2007 - Tre colori
- 2008 - Between Trains
- 2009 - Zagor King of Darkwood (Ristampato nel 2012 da Panini Comics col titolo My Name Is Zagor)
- 2011 - My Name Is Tex
- 2014 - Yes I'm Mister No
- 2015 - Vivo/Live
- 2016 - Diabolik, Genius of Crime
- 2017 - Soul Crusader Again the Songs of Bruce Springsteen
- 2018 - A ruota libera / Freewheeling: The Duet Album
- 2020 - Augusto, Omaggio alla voce dei Nomadi
- 2023 - Still Rocking
- 2025 - Looking Ahead

#### Album dal vivo
- 2002 - ADMO Benefit 13.4.2002: C'è Bisogno Di Un Sogno - concerto svoltosi l'11 aprile 2002 presso l'Auditorium Comunale di Feletto Umberto (UD) per raccogliere fondi in favore dell'ADMO
- 2015 - Vivo/Live

#### Raccolte
- 2017 - Graziano Romani Sings Bruce Springsteen 1987-2017 (Solo doppio vinile 33 Giri)

#### Singoli
- 1995 - Christmas With The Yours (nella veste di "Cantante misterioso")
- 2002 - C'è solo l'Inter
- 2008 - Darkwood
- 2017 - Lift Me Up / When the Lights Go Out (Solo vinile 45 Giri)
- 2020 - Canzone per un'amica
- 2020 - Ti voglio
- 2025 - Middlejune

#### EP
- 2020 - Via Emilia Revisited

#### Partecipazioni a compilation
- 1994 - Innocenti evasioni 2 - brano "L'aquila"
- 1995 - The River of Constant Change - brano "Looking for Someone"
- 1997 - One Step Up, Two Steps Back - brano "Restless Nights" assieme ai Rocking Chairs
- 1998 - Songs for Jethro - brano "Sweet Dreams"
- 2003 - Light of Day - brano "The Promise"
- 2007 - I nuovi amici di Piero cantano Ciampi - brano "Confesso"
- 2008 - My Land Is Your Land di Ashley Hutchings - brano "You Are What You Eat"
- 2009 - JL degli Algebra - brani: "Il molo deserto"; "Ciang"
- 2010 - Aforismi da Castagneto - brani: "Alla guerra"; "San Mate'"
- 2013 - Family Snapshot: A Tribute To Genesis Solo Careers - Peter Gabriel - brano: "Secret World"
- 2017 - Core Nostro - brano: "Quasi libero"

### Con i Megajam 5

#### Album in studio
- 1997 - Megajam 5

## Videografia

### Videoclip
- 1987 - Old Rocker Busted - dall'album New Egypt
- 1989 - Freedom Rain (con Elliott Murphy) - dall'album Freedom Rain
- 1993 - Adios - dall'album Graziano Romani
- 1993 - Da che parte stai - dall'album Graziano Romani
- 1997 - Gypsy Eyes (con Buddy Miles) - dall'album Megajam 5
- 2007 - L'amore che dai (Official Live Videoclip) - dall'album Tre colori
- 2008 - Between Trains - dall'album Between Trains
- 2009 - Wilding's Dream - dall'album Zagor King of Darkwood
- 2009 - Falling Snow - dal CD-Single Falling Snow
- 2010 - Darkwood - dall'album Zagor King of Darkwood
- 2011 - My Name Is Tex - dall'album My Name Is Tex
- 2012 - Quien Sabe Hombre? - dall'album My Name Is Tex
- 2013 - Noi, Zagor - Colonna sonora del film diretto da Stefano Jacopino
- 2014 - Soul Traveler (To Sergio) - dall'album Yes I'm Mister No
- 2014 - When Our Souls Ignite - dall'album Painting Over Rust
- 2020 - Ti voglio - dall'album Augusto, Omaggio alla voce dei Nomadi
- 2020 - Augusto cantaci di noi - dall'album Augusto, Omaggio alla voce dei Nomadi
- 2022 - Christmas With The Yours (Aggiornated!)

### DVD
- 2006 - Insieme... sognare si può - Gang, Graziano Romani e i Luf live al PalaCreberg di Bergamo il 21 gennaio 2006.Il ricavato della vendita del DVD, pubblicato dall'associazione Soffia nel Vento,[7] viene devoluto in favore dell'associazione 'Spazio Autismo' di Bergamo
- 2009 - Welcome Steve! A Day in Orvieto: Dusk Day # 4 - Graziano Romani esegue i brani "Mother of Violence"; "White Shadow"; "The Bridges You Burn" e compare nel finale con la canzone "I Know What I Like", accreditata alla "Dusk Day Band".

## Opere letterarie

### Scrittore

#### Come saggista/biografo
- 2008 - Le radici e le ali: La storia dei Gang – di Lerry Arabia e Gianluca Morozzi. Graziano Romani scrive il capitolo "Io e i Gang".
- 2009 - Gallieno Ferri: Una vita con Zagor - Opera biografica, scritta a quattro mani con Moreno Burattini.
- 2010 - Giovanni Ticci: Un americano per Tex - Opera biografica, scritta a quattro mani con Moreno Burattini.
- 2011 - Guido Nolitta: Sergio Bonelli sono io - Opera biografica, scritta a quattro mani con Moreno Burattini.
- 2011 - Brucetellers - Capitolo.
- 2012 - All the way home - Bruce Springsteen in the Italian Land – di Daniele Benvenuti. Prefazione al volume.
- 2012 - L'arte di Galep - Aurelio Galleppini: il creatore grafico di Tex - Opera biografica.
- 2013 - L'arte di Ferri - Gallieno Ferri: il segno di Zagor - Opera biografica.
- 2016 - Guido Nolitta: Sergio Bonelli sono io - Ristampa ampliata.
- 2017 - L'arte di Giovanni Ticci - Art book e opera biografica.
- 2019 - Growin' up. Siamo cresciuti insieme – di Daniele Benvenuti. Prefazione al volume.

#### Come traduttore/curatore
- 2012/2014 - Sky Masters of the Space Force Vol. 01-02 - Serie a fumetti. Traduzione e adattamento italiano
- 2013/2020 - Prince Valiant Vol. 01-15  - Serie a fumetti. Traduzione e adattamento italiano
- 2016 - Bravo for Adventure - Serie a fumetti. Traduzione e adattamento italiano
- 2016 - Zagor Album di figurine. Cura della parte grafica del progetto.
- 2018 - Undersea Agent - Volume singolo. Traduzione e adattamento italiano
- 2019 - Francesco - Volume singolo sulla vita di San Francesco. Traduzione e adattamento italiano

#### Come soggettista/sceneggiatore
- 2011 Quien Sabe, Hombre? - Storia di Tex su disegni di Giovanni Ticci, pubblicata nell'albo allegato all'album My Name Is Tex. L'episodio rappresenta il primo cross-over tra il mondo di Tex e quello di Zagor.
- 2012 La strada per Darkwood - Storia di Zagor su disegni di Gallieno Ferri, pubblicata nell'albo allegato alla riedizione Panini Comics dell'album Zagor King of Darkwood.